# James Harries
James Harries (* 1974) je hudebník z anglického Manchesteru žijící od r. 2000 v ČR, který jako první na světě natočil své oficiální album na mobilní telefon.

## Voice Memos: a collection of songs I recorded on my phone
Album „Voice Memos: a collection of songs I recorded on my phone“ bylo nahrané na mobilní telefon a vydáno 1. prosince 2012. Harries jej bez jakýchkoliv úprav vydal a poskytl svým fanouškům v digitální podobě ke stažení na svých internetových stránkách. Nahrávka obsahuje deset písní zaznamenaných na různých místech Evropy během podzimního evropského turné v roce 2012. Každou z nahrávek doprovází také autentická fotografie pořízená na místě nahrání fotoaparátem v mobilním telefonu. Koncept alba Voice Memos je završen tím, že autor vytvořil sám i kresby pro titulní cover alba, tento obrázek existuje dvou verzích – pro praváky a pro leváky. Projektu předcházelo několik studiových alb, oceňovaných kritiky.

## Diskografie

### Řadová alba
- Hiraeth (2023, Tranzistor)
- Superstition (2020, Tranzistor)
- Until the Sky Bends Down (2015)
- Voice Memos: a collection of songs I recorded on my phone (2012)
- Growing Pains (2011)
- Days Like These (2007)
- The Straight street session (2003) (re-released in 2005)
- Chapter IV (2002)

### Další nahrávky
- Recorded Live in Bratislava (EP, 2017)
- Secret Milk Store (EP, 2010)
- 10 murder ballads (oficiálně nevydané album, 2009)
- James Harries (EP, 2001)

### Singly
- Diamond Girl (2023)
- Something Like This (2022)
- If You Want It (2021)
- Slow Mover (2021)
- Superstition (2019)
- Before We Were Lovers (2019)
- Lights (2017)

## Filmografie
James Harries hrál ve filmu Rytmus v patách (TV film, 2009).